# Сам (коммуна)
Сам (фр. Sem) — коммуна во Франции, находится в регионе Юг — Пиренеи. Департамент коммуны — Арьеж. Входит в состав кантона Викдессо. Округ коммуны — Фуа.
Код INSEE коммуны — 09286.

## Население
Население коммуны на 2008 год составляло 29 человек.
| 1962 | 1968 | 1975 | 1982 | 1990 | 1999 | 2008 |
| ---- | ---- | ---- | ---- | ---- | ---- | ---- |
| 6    | 13   | 17   | 16   | 14   | 19   | 29   |

## Экономика

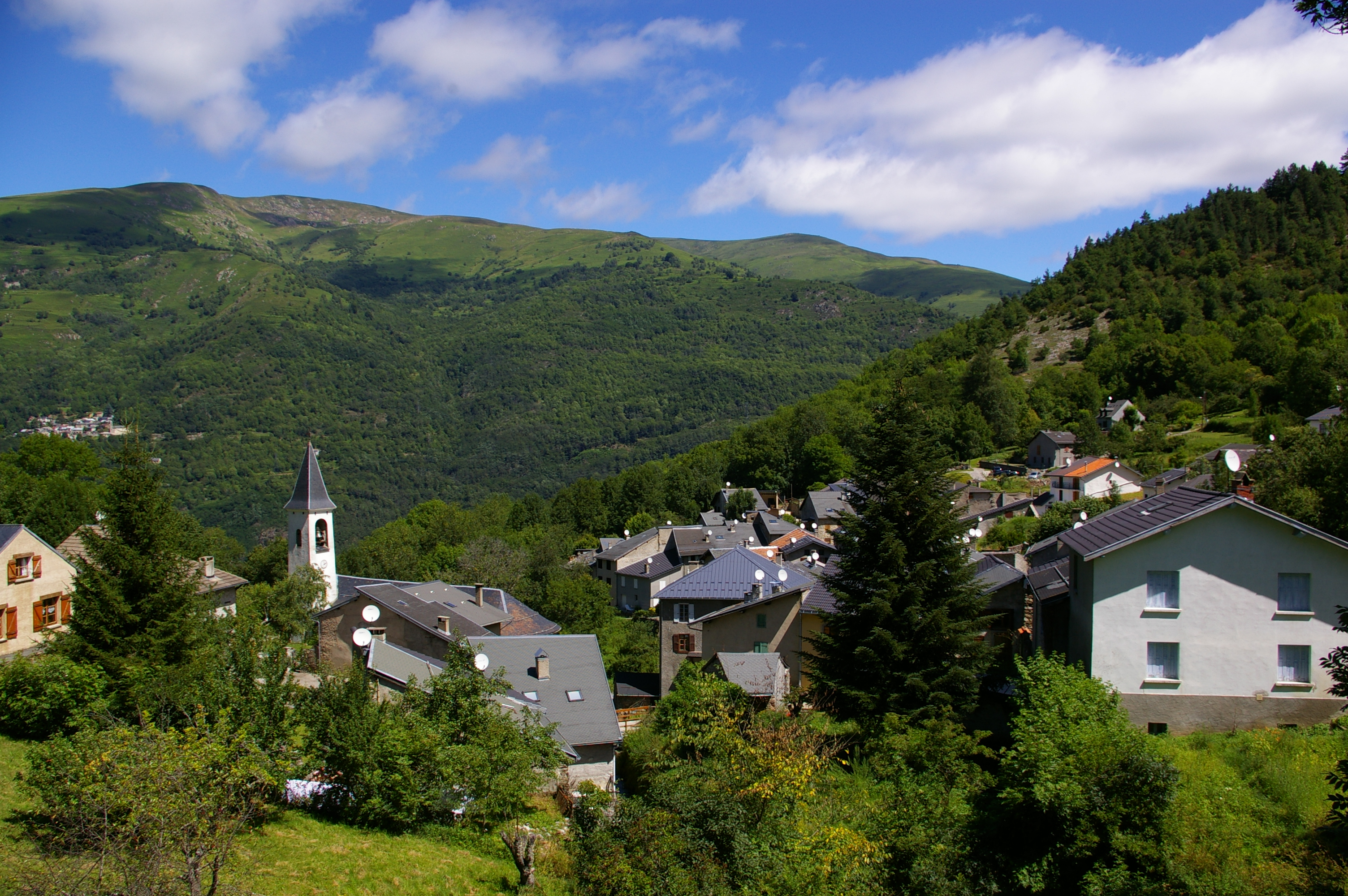
Сам

В 2007 году среди 20 человек в трудоспособном возрасте (15—64 лет) 10 были экономически активными, 10 — неактивными (показатель активности — 50,0 %, в 1999 году было 50,0 %). Из 10 активных работали 6 человек (4 мужчины и 2 женщины), безработных было 4 (4 мужчины и 0 женщин). Среди 10 неактивных 1 человек был учеником или студентом, 7 — пенсионерами, 2 были неактивными по другим причинам.